# 1. Fußball-Club Nürnberg Verein für Leibesübungen 1982-1983
Questa voce raccoglie le informazioni riguardanti il 1. Fußball-Club Nürnberg Verein für Leibesübungen nelle competizioni ufficiali della stagione 1982-1983.

## Stagione
Nella stagione 1982-1983 il Norimberga, allenato da Udo Klug, concluse il campionato di Bundesliga al 14º posto. In Coppa di Germania il Norimberga fu eliminato al secondo turno dall'Arminia Bielefeld.

## Rosa
| N. |                     | Ruolo | Calciatore        |
| -- | ------------------- | ----- | ----------------- |
|    | Germania (bandiera) | P     | Bernhard Hartmann |
|    | Germania (bandiera) | P     | Rudolf Kargus     |
|    | Germania (bandiera) | D     | Reinhard Brendel  |
|    | Germania (bandiera) | D     | Norbert Eder      |
|    | Germania (bandiera) | D     | Alois Reinhardt   |
|    | Germania (bandiera) | D     | Norbert Schlegel  |
|    | Germania (bandiera) | D     | Reinhold Schöll   |
|    | Germania (bandiera) | D     | Peter Stocker     |
|    | Germania (bandiera) | D     | Jürgen Täuber     |
|    | Germania (bandiera) | D     | Horst Weyerich    |

| N. |                     | Ruolo | Calciatore           |
| -- | ------------------- | ----- | -------------------- |
|    | Svizzera (bandiera) | C     | René Botteron        |
|    | Germania (bandiera) | C     | Thomas Brunner       |
|    | Germania (bandiera) | C     | Herbert Heidenreich  |
|    | Austria (bandiera)  | C     | Reinhold Hintermaier |
|    | Germania (bandiera) | C     | Dieter Lieberwirth   |
|    | Germania (bandiera) | C     | Theo Schneider       |
|    | Germania (bandiera) | A     | Werner Dreßel        |
|    | Germania (bandiera) | A     | Werner Heck          |
|    | Germania (bandiera) | A     | Dieter Trunk         |

## Organigramma societario
Area tecnica
- Allenatore: Udo Klug
- Allenatore in seconda:
- Preparatore dei portieri:
- Preparatori atletici:

## Calciomercato

### Sessione estiva
| Acquisti | Acquisti       | Acquisti          | Acquisti |
| R.       | Nome           | da                | Modalità |
| -------- | -------------- | ----------------- | -------- |
| C        | René Botteron  | Standard Liegi    |          |
| C        | Theo Schneider | Borussia Dortmund |          |
| A        | Dieter Trunk   | Fortuna Colonia   |          |

| Cessioni | Cessioni         | Cessioni       | Cessioni |
| R.       | Nome             | a              | Modalità |
| -------- | ---------------- | -------------- | -------- |
| D        | Günter Eymold    | Hessen Kassel  |          |
| D        | Ferdinand Glaser | Greuther Fürth |          |
| A        | Richard Vollath  | Augusta        |          |
| C        | Klaus Wabra      | Locarno        |          |
| C        | Rudolf Wabra     | Locarno        |          |

### Sessione invernale
| Acquisti | Acquisti | Acquisti | Acquisti |
| R.       | Nome     | da       | Modalità |
| -------- | -------- | -------- | -------- |

| Cessioni | Cessioni | Cessioni | Cessioni |
| R.       | Nome     | a        | Modalità |
| -------- | -------- | -------- | -------- |

## Risultati

### Bundesliga

#### Girone di andata
| Arbitro: | Assenmacher |

|                         |           |                      |
| Dreßel 13’ Weyerich 74’ | Marcatori | 10’ Kaltz 35’ Jakobs |

| Arbitro: | Theobald |

|              |           |                      |
| Schäffer 12’ | Marcatori | 5’ Weyerich 56’ Heck |

| Arbitro: | Uhlig |

|  |           |                                                |
|  | Marcatori | 9’, 79’ Allgöwer 11’ Six 37’, 43’ Sigurvinsson |

| Arbitro: | Wippker |

|                                                 |           |          |
| Killmaier 13’, 71’ Blau 44’ Mohr 62’ Remark 73’ | Marcatori | 34’ Heck |

| Arbitro: | Roth |

|                       |           |             |
| Reinhardt 4’ Heck 51’ | Marcatori | 16’ Steiner |

| Arbitro: | Wahmann |

|                       |           |               |
| Allofs 2’ Brummer 41’ | Marcatori | 75’ Schneider |

| Arbitro: | Heitmann |

|                          |           |                                 |
| Dreßel 58’ Heck 61’, 77’ | Marcatori | 51’ (aut.) Heck 86’ Burgsmüller |

| Arbitro: | Retzmann |

|  |           |               |
|  | Marcatori | 10’ Reinhardt |

| Arbitro: | Pauly |

|                                   |           |                       |
| Tripbacher 9’ Hollmann 55’ (rig.) | Marcatori | 30’ Stocker 79’ Trunk |

| Arbitro: | Ahlenfelder |

|                                  |           |  |
| Botteron 72’ Weyerich 75’ (rig.) | Marcatori |  |

| Arbitro: | Horeis |

|                                          |           |           |
| Eðvaldsson 13’ Wenzel 83’ Bockenfeld 88’ | Marcatori | 9’ Dreßel |

| Arbitro: | Engel |

|                          |           |             |
| Heck 68’, 87’ Dreßel 89’ | Marcatori | 23’ Günther |

| Arbitro: | Föckler |

|           |           |  |
| Økland 3’ | Marcatori |  |

| Arbitro: | Heinis |

|                        |           |                |
| Heidenreich 26’ (rig.) | Marcatori | 23’ Pagelsdorf |

| Arbitro: | Neuner |

|                                |           |  |
| Nickel 5’ Pezzey 45’ Kroth 77’ | Marcatori |  |

| Arbitro: | Barnick |

|          |           |              |
| Heck 61’ | Marcatori | 42’ Schreier |

| Arbitro: | Redelfs |

|          |           |  |
| Grobe 8’ | Marcatori |  |

#### Girone di ritorno
| Arbitro: | Ahlenfelder |

|                                              |           |  |
| Hrubesch 32’ Kaltz 38’ (rig.) Hieronymus 43’ | Marcatori |  |

| Arbitro: | Huster |

|          |           |  |
| Heck 89’ | Marcatori |  |

| Arbitro: | Retzmann |

|                                    |           |  |
| Sigurvinsson 26’ Allgöwer 37’, 55’ | Marcatori |  |

| Arbitro: | Eschweiler |

|                                                          |           |                            |
| Weyerich 27’ (rig.) Heidenreich 61’ Trunk 65’ Dreßel 80’ | Marcatori | 34’ Blau 76’ (rig.) Bonhof |

| Arbitro: | Gabor |

|                                                      |           |                                |
| Allofs 4’, 44’ Littbarski 18’ Engels 58’ Fischer 87’ | Marcatori | 25’ (rig.) Weyerich 65’ Dreßel |

| Arbitro: | Clajus |

|          |           |            |
| Trunk 7’ | Marcatori | 62’ Allofs |

| Arbitro: | Umbach |

|                                                      |           |  |
| Klotz 50’ Burgsmüller 62’ Răducanu 68’ Abramczik 76’ | Marcatori |  |

| Arbitro: | Messmer |

|                                         |           |                       |
| Weyerich 33’ (rig.) Dreßel 39’ Heck 76’ | Marcatori | 27’ Geier 61’ Tüfekçi |

| Norimberga 26 marzo 1983, ore 15:30 CET 26ª giornata | Norimberga | 0 – 0 referto | Eintracht Braunschweig | Städtisches Stadion (10 500 spett.)\| Arbitro: \| Risse \| |
| Arbitro:                                             | Risse      |               |                        |                                                            |

| Arbitro: | Huster |

|                                          |           |                         |
| Völler 31’ Reinders 33’ (rig.) Meier 45’ | Marcatori | 71’ Dreßel 78’ Weyerich |

| Arbitro: | Föckler |

|                                    |           |                |
| Dreßel 10’ Reinhardt 32’ Trunk 61’ | Marcatori | 73’ Eðvaldsson |

| Arbitro: | Engel |

|                          |           |               |
| Hagmayr 35’ Hofeditz 71’ | Marcatori | 75’ Reinhardt |

| Arbitro: | Liebi |

|  |           |          |
|  | Marcatori | 73’ Waas |

| Arbitro: | Osmers |

|                          |           |  |
| Pagelsdorf 19’, 38’, 47’ | Marcatori |  |

| Arbitro: | Uhlig |

|                                              |           |  |
| Heidenreich 29’ Weyerich 85’ (rig.) Heck 89’ | Marcatori |  |

| Arbitro: | Wiesel |

|                                                                 |           |  |
| Pater 5’, 87’ Bast 19’ Schreier 42’ (rig.) Jakobs 47’ Knüwe 85’ | Marcatori |  |

| Arbitro: | Walz |

|                |           |                                        |
| Trunk 10’, 21’ | Marcatori | 40’ Rummenigge 62’ Hoeneß 70’ Pflügler |

### Coppa di Germania
| Arbitro: | Osmers |

|  |           |                                       |
|  | Marcatori | 36’ Weyerich 59’ Dreßel 84’ Reinhardt |

| Arbitro: | Stäglich |

|                                      |           |  |
| Pagelsdorf 70’ (rig.) Rautiainen 90’ | Marcatori |  |

## Statistiche

### Statistiche di squadra
| Competizione      | Punti | In casa | In casa | In casa | In casa | In casa | In casa | In trasferta | In trasferta | In trasferta | In trasferta | In trasferta | In trasferta | Totale | Totale | Totale | Totale | Totale | Totale | DR  |
| Competizione      | Punti | G       | V       | N       | P       | Gf      | Gs      | G            | V            | N            | P            | Gf           | Gs           | G      | V      | N      | P      | Gf     | Gs     | DR  |
| ----------------- | ----- | ------- | ------- | ------- | ------- | ------- | ------- | ------------ | ------------ | ------------ | ------------ | ------------ | ------------ | ------ | ------ | ------ | ------ | ------ | ------ | --- |
| Bundesliga        | 28    | 17      | 9       | 5       | 3       | 31      | 23      | 17           | 2            | 1            | 14           | 13           | 47           | 34     | 11     | 6      | 17     | 44     | 70     | -26 |
| Coppa di Germania | -     | 0       | 0       | 0       | 0       | 0       | 0       | 2            | 1            | 0            | 1            | 3            | 2            | 2      | 1      | 0      | 1      | 3      | 2      | +1  |
| Totale            | 28    | 17      | 9       | 5       | 3       | 31      | 23      | 19           | 3            | 1            | 15           | 16           | 49           | 36     | 12     | 6      | 18     | 47     | 72     | -25 |

### Andamento in campionato
| Giornata  | 1 | 2 | 3 | 4  | 5  | 6  | 7 | 8 | 9 | 10 | 11 | 12 | 13 | 14 | 15 | 16 | 17 | 18 | 19 | 20 | 21 | 22 | 23 | 24 | 25 | 26 | 27 | 28 | 29 | 30 | 31 | 32 | 33 | 34 |
| --------- | - | - | - | -- | -- | -- | - | - | - | -- | -- | -- | -- | -- | -- | -- | -- | -- | -- | -- | -- | -- | -- | -- | -- | -- | -- | -- | -- | -- | -- | -- | -- | -- |
| Luogo     | C | T | C | T  | C  | T  | C | T | T | C  | T  | C  | T  | C  | T  | C  | T  | T  | C  | T  | C  | T  | C  | T  | C  | C  | T  | C  | T  | C  | T  | C  | T  | C  |
| Risultato | N | V | P | P  | V  | P  | V | V | N | V  | P  | V  | P  | N  | P  | N  | P  | P  | V  | P  | V  | P  | N  | P  | V  | N  | P  | V  | P  | P  | P  | V  | P  | P  |
| Posizione | 6 | 5 | 9 | 12 | 10 | 12 | 9 | 9 | 9 | 8  | 9  | 6  | 10 | 9  | 9  | 8  | 9  | 10 | 10 | 11 | 9  | 9  | 11 | 12 | 9  | 8  | 11 | 9  | 9  | 10 | 12 | 10 | 12 | 14 |

Legenda:

Luogo: C = Casa; T = Trasferta. Risultato: V = Vittoria; N = Pareggio; P = Sconfitta.

### Statistiche dei giocatori
| Giocatore      | Bundesliga | Bundesliga | Bundesliga  | Bundesliga | Coppa di Germania | Coppa di Germania | Coppa di Germania | Coppa di Germania | Totale   | Totale | Totale      | Totale     |
| Giocatore      | Presenze   | Reti       | Ammonizioni | Espulsioni | Presenze          | Reti              | Ammonizioni       | Espulsioni        | Presenze | Reti   | Ammonizioni | Espulsioni |
| -------------- | ---------- | ---------- | ----------- | ---------- | ----------------- | ----------------- | ----------------- | ----------------- | -------- | ------ | ----------- | ---------- |
| R. Botteron    | 32         | 1          | 2           | 0          | 2                 | 0                 | 0                 | 0                 | 34       | 1      | 2           | 0          |
| R. Brendel     | 11         | 0          | 1           | 0          | 0                 | 0                 | 0                 | 0                 | 11       | 0      | 1           | 0          |
| T. Brunner     | 14         | 0          | 1           | 0          | 0                 | 0                 | 0                 | 0                 | 14       | 0      | 1           | 0          |
| W. Dreßel      | 34         | 9          | 0           | 0          | 2                 | 1                 | 0                 | 0                 | 36       | 10     | 0           | 0          |
| N. Eder        | 32         | 0          | 0           | 0          | 2                 | 0                 | 0                 | 0                 | 34       | 0      | 0           | 0          |
| B. Hartmann    | 0          | 0          | 0           | 0          | 0                 | 0                 | 0                 | 0                 | 0        | 0      | 0           | 0          |
| W. Heck        | 30         | 11         | 1           | 0          | 2                 | 0                 | 0                 | 0                 | 32       | 11     | 1           | 0          |
| H. Heidenreich | 30         | 3          | 3           | 0          | 2                 | 0                 | 0                 | 0                 | 32       | 3      | 3           | 0          |
| R. Hintermaier | 5          | 0          | 2           | 0          | 0                 | 0                 | 0                 | 0                 | 5        | 0      | 2           | 0          |
| R. Kargus      | 34         | 0          | 1           | 0          | 2                 | 0                 | 0                 | 0                 | 36       | 0      | 1           | 0          |
| D. Lieberwirth | 2          | 0          | 0           | 0          | 1                 | 0                 | 0                 | 0                 | 3        | 0      | 0           | 0          |
| A. Reinhardt   | 31         | 4          | 1           | 0          | 2                 | 1                 | 0                 | 0                 | 33       | 5      | 1           | 0          |
| N. Schlegel    | 20         | 0          | 2           | 0          | 1                 | 0                 | 0                 | 0                 | 21       | 0      | 2           | 0          |
| T. Schneider   | 27         | 1          | 1           | 0          | 1                 | 0                 | 0                 | 0                 | 28       | 1      | 1           | 0          |
| R. Schöll      | 9          | 0          | 2           | 0          | 1                 | 0                 | 0                 | 0                 | 10       | 0      | 2           | 0          |
| P. Stocker     | 31         | 1          | 3           | 0          | 2                 | 0                 | 0                 | 0                 | 33       | 1      | 3           | 0          |
| D. Trunk       | 17         | 6          | 0           | 0          | 1                 | 0                 | 0                 | 0                 | 18       | 6      | 0           | 0          |
| J. Täuber      | 33         | 0          | 6           | 0          | 2                 | 0                 | 1                 | 0                 | 35       | 0      | 7           | 0          |
| H. Weyerich    | 27         | 8          | 1           | 1          | 1                 | 1                 | 0                 | 0                 | 28       | 9      | 1           | 1          |